# 伞花落地梅
伞花落地梅（学名：Lysimachia sciadantha）为报春花科珍珠菜属的植物，是中国的特有植物。分布在中国大陆的贵州等地，一般生长在山坡阴处路旁灌丛中，目前尚未由人工引种栽培。

## 别名
十大天王（贵州华节）